# Johannique (moine russe)
Johannique (Иоанникий, dans le monde Иван Алексеевич Дмитриев Ivan Alexeïevitch Dmitriev), né en 1875 au village de Redkie Dvory dans le gouvernement de Moscou et mort le 23 novembre 1937 dans l'oblast de Toula, est un archimandrite de l'Église orthodoxe russe, canonisé en août 2000. Il est fêté le 29 janvier et le 10 novembre dans le calendrier julien. 

## Biographie

### Jeunesse
Ivan Alexeïevitch Dmitriev naît dans une famille paysanne avec quatre frères et sœurs.  Il est scolarisé à l'école du village et le reste du temps aide ses parents dans les travaux agricoles et l'été garde le troupeau. À l'âge de douze ans, il est apprenti dans un atelier de couture de village et se rend à l'église presque tous les jours et lit des livres spirituels. À l'âge de dix-sept ans, il se rend à Moscou pour être employé dans un atelier de tailleur. Sa mère meurt lorsqu'il a vingt ans et c'est lui qui fait vivre sa famille (ses quatre frères et sœurs et son père) en leur envoyant son salaire,.

### Moine
En 1908, alors qu'il a trente-trois ans, il se rend au monastère d'Optina et demande son admission au bout de deux semaines après s'être entretenu avec le supérieur. Il devient novice et prononce ses premiers vœux sous le nom de religion de Johannique,. En 1917, il est économe de la maison de l'évêque de Kalouga, Théophane (Touliakov). Il est mobilisé à l'arrière en 1918 pendant deux ans. En 1921, il est ordonné hiéromoine par l'évêque Théophane. Il est envoyé servir à Soukhinitchi non loin de Kalouga, tandis que les persécutions grondent à l'égard de l'Église orthodoxe. En 1928, il est élevé au rang d'higoumène et devient le supérieur du monastère Saint-Georges de Mechtchevsk.

### Première arrestation et exil
Le monastère Saint-Georges est fermé par les autorités soviétiques en 1929; on y organise à sa place une ferme collective. Le Père Johannique devient recteur de la collégiale de Mechtchevsk tout en continuant à être le supérieur des moines qui se sont regroupés dans plusieurs appartements après la fermeture de leur monastère, tentant tant bien que mal de continuer une vie religieuse et d'aider à l'église, dans le strict respect de leur charte monastique. Mais cela attire l'attention des autorités et en septembre 1932 douze religieux de Mechtchevsk sont arrêtés. Parmi eux l'on compte onze moines et une moniale. Ils sont accusés d'« organisation de groupement contrerévolutionnaire composé de moines et d'anciens marchands et de menées d'agitation contre les mesures des autorités soviétiques concernant la collectivisation. ». L'higoumène Johannique est arrêté quant à lui le 31 octobre suivant et enfermé à la prison de Briansk. Le 16 novembre 1932, il répond aux accusations du tribunal : 
« Je ne plaide pas coupable au fond de l'accusation portée contre moi d'avoir créé un groupe contrerévolutionnaire de moines et d'anciens marchands et d'avoir mené une agitation contre les mesures du régime soviétique. Le service dans l'église a en effet duré longtemps, bien que certaines prières monastiques aient été abrégées. Les acathistes étaient lus au début du service, puis pendant le service lui-même, ils étaient chantés, mais cela a été fait avant moi. Des offices avaient lieu tous les jours dans l'église. Je l'ai fait par souci de la vraie foi chrétienne orthodoxe, comme tout prêtre doit le faire. Nous n'avions pas de monastère souterrain à la collégiale de Mechtchevsk. Tous les moines me reconnaissaient comme leur père spirituel, mais ils ne me considéraient pas comme un starets (…) Je nie catégoriquement les cas prétendument spécifiques de mon activité contrerévolutionnaire, et je déclare que je n'ai jamais et nulle part parlé contre l'une ou l'autre mesure du régime soviétique. De la part des personnes arrêtées avec moi, je n'ai également jamais rien entendu contre les mesures du gouvernement soviétique. »,.
Cependant, il est condamné le 15 mars 1933 par la troïka de la Guépéou à une peine plutôt légère en comparaison de la peine de mort qui était bien souvent requise dans ces cas-là. Il est envoyé en relégation dans le Nord pendant cinq ans. À son retour d'exil, il devient archimandrite et est envoyé servir à l'église Saint-Nicolas-et-Notre-Dame-de-Kazan de Kalouga,.

### Seconde arrestation et mort
À l'automne 1937, le NKVD l'arrête de nouveau, en compagnie de l'archevêque Augustin (Beliaïev) et d'un groupe de fidèles de Kalouga. Johannique déclare à ses accusateurs :
« Parmi le clergé et les croyants, j'ai exprimé à plusieurs reprises mon mécontentement envers le gouvernement soviétique, l'accusant du fait qu'en raison de sa politique dans toute l'Union soviétique, il a fait fermer les églises à la demande du public soviétique, et en plus de cela, j'ai dit que le gouvernement soviétique exerce injustement des répressions contre les anciens… et le clergé. »,
Toutefois il ne reconnaît pas l'accusation qui lui est faite de menées contrerévolutionnaires et ne prend pas sur lui d'autres fausses accusations,.
Le 19 novembre 1937, il est condamné par la troïka du NKVD à être fusillé, de même que l'archevêque Augustin, le prêtre Johann Speranski, les choristes Alexeï Gorbatchev et Apollon Babitchev, et le membre du conseil de paroisse, Mikhaïl Arefiev. 
Ils sont fusillés le 23 novembre 1937 et enterrés dans une fosse commune non localisée à ce jour,.
Johannique est inscrit à la liste des nouveaux martyrs et confesseurs russes en août 2000.

## Source
- (ru) Cet article est partiellement ou en totalité issu de l’article de Wikipédia en russe intitulé « Иоанникий (Дмитриев) » (voir la liste des auteurs).